# پنج‌نامک زرتشت
پنج‌نامک زرتشت یا پندنامک زرتشت نوشتاری به زبان پهلوی و دارای ۱۴۳۰ کلمه است. این رساله منسوب به پسر آدرباد(آذرباد)ماراسپند نامیده به زرتشت است. زرتشت در زمان اردشیر دوم ۳۸۳–۳۷۹ میلادی موبدان موبد بود. فرزند این زرتشت هم موسوم به آدرباد است که نوهٔ آذرباد مهراسپندان است و او را آذرباد زرتشتان گویند. او نیز خود موبدان موبد ایران بود.